# 什蒂蔡姆-奥弗奈姆
什蒂蔡姆-奥弗奈姆（法語：Stutzheim-Offenheim，法語發音：[ʃtytsaim ɔfənaim]）是法国下莱茵省的一个市镇，属于萨韦尔讷区。该市镇于1972年由原市镇什蒂蔡姆（Stutzheim）和奥弗奈姆（Offenheim）合并而成。

## 地理
什蒂蔡姆-奥弗奈姆（48°37'42"N, 7°37'31"E）面积7.14 平方千米，位于法国大東部大區下莱茵省，该省份为法国大陆部分最东部的省份，是阿尔萨斯的一部分，今与上莱茵省组成了阿尔萨斯欧洲集体，其南至上莱茵省，西南接孚日省和默尔特-摩泽尔省，西接摩泽尔省，北与德国接壤。
与什蒂蔡姆-奥弗奈姆接壤的市镇（或旧市镇、城区）包括：维韦尔桑、丹格桑、苏弗河畔格里耶桑、于尔蒂盖姆、伊特奈姆、普菲尔格里耶桑。
什蒂蔡姆-奥弗奈姆的时区为UTC+01:00、UTC+02:00（夏令时）。

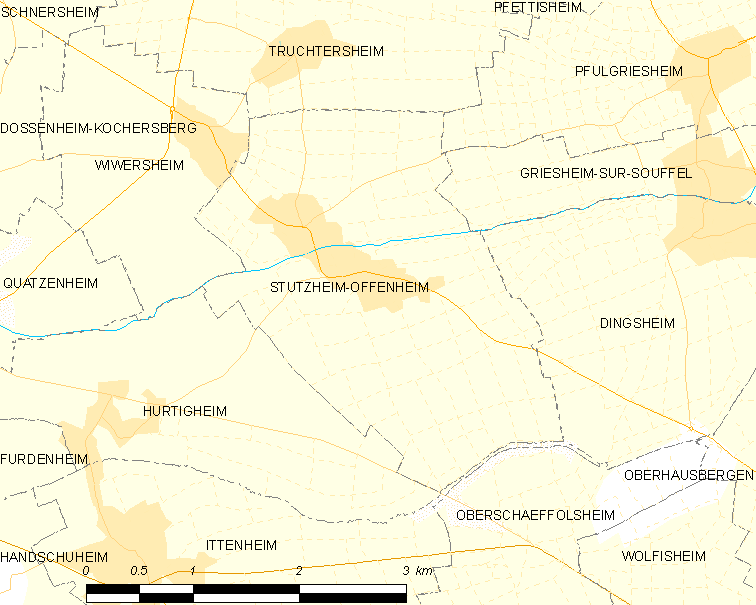
什蒂蔡姆-奥弗奈姆的OSM定位图

## 行政
什蒂蔡姆-奥弗奈姆的邮政编码为67370，INSEE市镇编码为67485。

## 政治
什蒂蔡姆-奥弗奈姆所属的省级选区为布克斯维莱尔县。

## 人口

1962-2008年间什蒂蔡姆-奥弗奈姆人口变化图示

什蒂蔡姆-奥弗奈姆于2022年1月1日时的人口数量为1628人。